# Sof'ja Sergeevna Trubeckaja
Principessa Sof'ja Sergeevna Trubeckaja, (in russo: Софья Сергеевна Трубецкая) (Mosca, 1838 – Madrid, 27 luglio 1898), è stata una nobildonna russa.

## Biografia
Era, ufficialmente, la figlia di Sergej Vasil'evič Trubeckoj (1815-1859), tenente di cavalleria, e di sua moglie, Ekaterina Petrovna Musina-Puškina (1816-1897), amante dello zar Nicola I. Fin dalla nascita, la sua paternità venne messa in dubbio. Poco dopo la nascita di Sof'ja, Sergej partì per il Caucaso mentre Ekaterina andò all'estero.
Ereditò la bellezza di sua madre che la portò ad essere considerata una delle più belle ed eleganti donne dell'Europa del XIX secolo. Ha vissuto con la madre a Parigi.

## Matrimoni

### Primo matrimonio
In occasione dell'incoronazione di Alessandro II di Russia, incontrò l'ambasciatore di Francia, Charles de Morny, I duca di Morny, fratellastro di Napoleone III di Francia, essendo il figlio illegittimo di Ortensia di Beauharnais e del suo amante, il conte Flahaut. Le nozze vennero celebrate il 26 dicembre 1856 a San Pietroburgo. Ebbero quattro figli:
- Charlotte (1858-1883), sposò José Osorio y Heredia, conte di Corzana, ebbero un figlio;
- Augusto, duca di Morny (1859-1920), sposò Carlota Guzmán-Blanco y de Ybarra, ebbero tre figlie;
- Serge (1861-1922);
- Mathilde (1863-1944), sposò Jacques Godart, marchese di Belbeuf, non ebbero figli.

Sia la loro vita a San Pietroburgo che a Parigi era cosmopolita e splendida. Si parlava molto dei suoi gusti stravaganti, come il suo amore per gli uccelli esotici, scimmie e cani giapponesi. Il 26 febbraio 1865 suo marito morì improvvisamente. Iniziò un periodo di lutto e di isolamento in cui non lasciò il suo palazzo e condusse una vita con una certa austerità, finché un giorno alla ricerca di alcuni documenti trovò una corrispondenza che il suo defunto marito aveva con la sua amante. Da allora terminò il lutto e riprese lentamente la sua vita sociale.

### Secondo matrimonio
Durante questa nuova fase incontrò José Isidro Osorio y Silva-Bazán, IX duca di Sesto e XVI duca di Alburquerque, nella sua villa di Deauville, luogo di ritrovo dell'aristocrazia francese. La famiglia di José viveva in esilio insieme alla famiglia reale dei Borbone.
Le nozze vennero celebrate a Vitoria il 21 marzo 1869. In comune con il marito un carattere cosmopolita e liberalismo, la sua accettazione da parte dell'aristocrazia spagnola non poteva essere migliore. Introdusse la tradizione dell'albero di Natale in Spagna.
Durante il suo esilio, usò il suo status per la politica a favore della famiglia reale e la causa di Alfonso XII di Spagna, spendendo gran parte della fortuna di suo marito. Inoltre, ha esortato i suoi amici e conoscenti a parteciparvi, per mostrare il suo sostegno al re.
Mentre il marito era impegnato nella lotta politica per la causa, Sof'ja si occupò dell'organizzazione di numerose attività per guadagnare adepti, così come lo erano i raduni culturali e i festival. Tali celebrazioni sono state anche lo scopo di raccogliere fondi per sostenere la causa. A questo partecipò un altro personaggio importante, Antonio Cánovas del Castillo, presidente del Consiglio dei ministri e leader e fondatore del partito conservatore.
Non solo dimostrò il suo sostegno per i Borboni, ma era considerata uno dei più grandi nemici di Amedeo di Savoia, e di sua moglie, Maria Vittoria dal Pozzo della Cisterna.

## Morte
Morì a Madrid il 27 luglio 1898, a causa di una malattia respiratoria, e fu sepolta nel cimitero di Père-Lachaise, a pochi metri dalla tomba del suo primo marito.